# Jean Juárez
Pour les articles homonymes, voir Juárez.
Jean Juárez, (en espagnol : Juan Juárez) (né à Valence en Espagne - décédé en Nouvelle-Espagne en 1528) est un missionnaire  et explorateur espagnol franciscain du XVIe siècle envoyé en Nouvelle-Espagne. Il est l'un des membres du groupe dit des Douze Apôtres du Mexique. Il est aussi le premier franciscain à avoir mis le pied en Floride.

## Biographie
Entré chez les Franciscains dans la Province de saint Gabriel en Espagne, il est choisi en 1523 pour faire partie du groupe de missionnaires envoyés en Nouvelle-Espagne pour y commencer l'évangélisation du Nouveau Monde. Franciscain d'expérience et déjà avancé en âge en 1526, il est nommé gardien du couvent de Huexotcingo. Martin de Valencia lui demande la même année de retourner en Espagne en vue de revenir avec davantage de missionnaires. Il s'exécute et revient en 1527. Avant de quitter l'Espagne, il aurait été choisi pour devenir évêque de Floride et du Rio de las Palmas. Juárez meurt néanmoins un an plus tard après une tentative ratée de colonisation de la Floride et sans avoir été consacré évêque.